# Изюмное вино
О вине из частично подсушенного винограда см. заизюмленное вино
Изюмное вино (устар. розенковое вино, коринковое вино) — вино, изготавливаемое из изюма, включая такие его разновидности, как  кишмиш или коринка («коринфский виноград»: изюм из мелкого винограда без косточек). Такое вино получается сладким и, как правило, белым. 
Изюмные вина рассматриваются в разных классификациях либо как особая категория вин по винному материалу, наряду с виноградными винами и плодово-ягодными винами, либо как род виноградных вин. Изюмным вином ранее также называлась настойка виноградного вина на изюме.
Вина из изюма известны с древности. Изюмное вино фигурирует в «Гостинцах» Марциала как дешёвая замена медового вина. Несколько разных видов изюмного вина перечисляются Плинием в XIV томе его «Естественной истории». 
В последней четверти XIX века, в результате снижения цен на изюм, сахар и промышленно производимый спирт, с одной стороны, и резкого уменьшения производства виноградных вин из-за эпидемии виноградной филлоксеры, с другой стороны, вино из изюма получило в Европе широкое распространение в качестве дешёвого алкогольного напитка, а также в качестве сырья для производства смешанных виноградно-изюмных вин, в том числе и для фальсификации более дорогих виноградных вин. Изюм для производства такого вина поставлялся главным образом из Греции и Турции.
В некоторых странах, в частности, Франции и России, распространение розенкового вина привело к законодательным ограничениям на производство и использование такого вина и на требование особо маркировать его для различения от натуральных виноградных вин.
В Российской империи изюмное (розенковое) вино выделялось законом 1862 года (2 Полное Собрание Законов, № 38780) как вино, не облагаемое акцизом в том случае, когда оно производится евреями в черте оседлости для употребления при религиозных обрядах (при условии уведомления акцизного управления и получения разрешения от городских управ и заменяющих их учреждений). Еврейские общины были обязаны соблюдать регламентированную рецептуру (вино не должно было быть крепленым) и ежегодно объявлять о количестве необходимого для обрядов изюмного вина и о лицах, которые будут его производить.
Из-за увеличившегося в 1880—1890-х годах ввоза в Россию коринки цены на коринку и на изготовляемое из неё вино упали. Вследствие этого, а также поскольку существовала возможность его безакцизного производства, вино из изюма получило большое распространение не только среди еврейского населения, но и среди крестьян, как суррогат дешёвого виноградного вина. Кроме того, вино из изюма стали употреблять для фальсификации русских и иностранных виноградных вин, поскольку даже химическим анализом нельзя было отличить виноградное вино от изюмного или смеси изюмного и виноградного вина. Отмечалось, что ведро вина из коринки обходится в 30 копеек за ведро, и никакое натуральное виноградное вино не может конкурировать по цене с таким продуктом.
Усилившееся производство вина из изюма, достигшее в 1895 г. 18-24 миллиона литров (1½-2 миллионов ведер), вызвало многочисленные ходатайства русских виноделов, преимущественно бессарабского района, об ограждении российского виноделия от непосильной конкуренции. Фальсификация вин с помощью вина из изюма особенно распространилась в Царстве Польском, где из него фабриковалась значительная часть «венгерского» вина, а также в Западном крае, в Риге, Одессе и некоторых др. городах; в Царстве Польском и в Западном крае розенковое вино почти совершенно убило производство польского мёда.
Ввиду этого, в 1897 году был издан закон «О мерах к ограничению производства изюмного вина», который отменил все предыдущие положения об акцизных сборах на этот вид вина. Производство такого вина разрешалось и лицам нееврейского исповедания. Устанавливался патентный сбор на производство вина из коринки, изюма и других сортов сушеного винограда, открытие новых предприятий разрешалось лишь по особому постановлению министра финансов, который ограничивал размер годового производства. Крепость вина не должна была превышать 12°; крепление вина спиртом воспрещалось. Регламентировалась посуда и этикетки, в частности требовалось нанесение надписи «изюмное вино» крупным и четким шрифтом.
В 1897 году были изданы министерством финансов подробные «правила о порядке производства, хранения и выпуска изюмного вина из заведений для выделки оного»: этими правилами устанавливалось, что такое вино можно было изготавливать лишь в городах, где постоянно находится надзиратель акцизных сборов или его помощник; разрешение на производство выдавалось сроком на 1 год и на определённый объём исходного сырья; из одного пуда изюма и т. п. дозволялось изготовлять не более 3 ведер изюмного вина; вводился учёт переработанного сырья и конечного продукта.
От низкопробного вина из чистого изюма (упомянутого выше) следует отличать «соломенное вино» (фр. vin de paille, нем. Strohwein, итал. passito), которое получают из винограда, подвяленного («заизюмленного») на лозе или после сбора с целью концентрации содержащихся в нём веществ. Производство такого вина достаточно трудоёмко и требует больше сырья (усушенный виноград даёт сравнительно мало сока), но и вино получается более насыщенным, чем обычное. Если увяливание винограда производилось на лозе, то такие вина относятся к премиальной категории вин позднего урожая.
Наиболее сладким из всех алкогольных напитков считается одно из токайских вин — токайская эссенция, которая вырабатывается только из ботритизированного изюма и (при содержании сахара до 900 грамм на литр) употребляется из специальных ложек.